# Artona microstigma
Artona microstigma es una especie de polilla del género Artona, familia Zygaenidae.
Fue descrita científicamente por Jordan en 1907.